# 1321

## Събития
- На българския престол се възцарява Георги II Тертер.
- Във Франция избухва гражданска война.

## Починали
- Тодор Светослав, цар на България
- 14 септември – Данте Алигиери, италиански поет